# برايان هال (لاعب كريكت)
برايان هال (16 سبتمبر 1929 في المملكة المتحدة - 27 فبراير 1989 في المملكة المتحدة) (بالإنجليزية: Brian Hall)‏ هو لاعب كريكت بريطاني. لعب مع نادي مقاطعة يوركشاير للكريكت ‏.

## وصلات خارجية
- برايان هال على موقع إي آس بي آن كريك إنفو (الإنجليزية)